# Louise Groody
Louise Groody, née le 27 mars 1897 à Waco (Texas) et morte le 16 septembre 1961  à Canadensis (en) (Pennsylvanie), est une chanteuse vedette américaine de comédies musicales de Broadway des années 1920 célèbre pour avoir chanté la chanson Tea for Two lors de la création à New York de la comédie musicale No, No, Nanette.